# Synalibas montistafae
Synalibas montistafae är en insektsart som först beskrevs av Günther, K. 1938.  Synalibas montistafae ingår i släktet Synalibas och familjen torngräshoppor. Inga underarter finns listade i Catalogue of Life.